# David Urquhart, Baron Tayside
David Lauchlan Urquhart, Baron Tayside OBE (* 13. September 1912; † 12. März 1975) war ein schottischer Unternehmer.
David Urquhart besuchte bis 1930 die Harris Academy in  Dundee. Er wurde Chairman und Geschäftsführer der Don Brothers, Buist and Company, einer alteingesessenen Jute- und Flachsspinnerei und größten Arbeitgeberin in Forfar, sowie Vize-Präsident der Tayside Area Consultative Committee for Economic Planning. Unter der Regierung von Premierminister Harold Wilson wurde er 1967 als Parteigänger der Labour Party zum Life Peer ernannt mit dem Titel Baron Tayside of Queens Well in the Royal Burgh of Forfar and County of Angus. Er hielt in den acht Jahren seiner Mitgliedschaft im Oberhaus vier Reden, die sich alle auf die Wirtschaft Schottlands bezogen.
Ab 1967 war Urquhart Präsident der Handelskammer von Dundee sowie Friedensrichter und von 1957 bis 1961 Gemeindevorsteher in Forfar. Zudem saß er im Vorstand des Rundfunksenders Grampian Television.
David Urquhart lebte in The Manor in Forfar. 1939 heiratete er. Seine Frau überlebte ihn um über 30 Jahre und starb 2007 im Alter von 93 Jahren.